# Wings UK Tour 1979
Wings UK Tour 1979 – ostatnia trasa koncertowa brytyjskiego zespołu Wings. Na trasę składało się dziewiętnaście koncertów.

## Program koncertów
1. "Got to Get You into My Life"
2. "Getting Closer"
3. "Every Night"
4. "Again and Again and Again"
5. "I've Had Enough"
6. "No Words"
7. "Cook of the House"
8. "Old Siam, Sir"
9. "Maybe I'm Amazed"
10. "The Fool on the Hill"
11. "Let It Be"
12. "Hot as Sun"
13. "Spin It On"
14. "Twenty Flight Rock"
15. "Go Now"
16. "Arrow Through Time"
17. "Wonderful Christmas Time" (nie wykonywane 29 grudnia w Londynie)
18. "Coming Up"
19. "Goodnight Tonight"
20. "Yesterday"
21. "Mull of Kintyre"
22. "Band on the Run"

## Lista koncertów
1. 23 listopada 1979 – Liverpool, Anglia – Royal Court Theatre
2. 24 listopada 1979 – Liverpool, Anglia – Royal Court Theatre
3. 25 listopada 1979 – Liverpool, Anglia – Royal Court Theatre
4. 26 listopada 1979 – Liverpool, Anglia – Royal Court Theatre
5. 28 listopada 1979 – Manchester, Anglia – Manchester Apollo
6. 29 listopada 1979 – Manchester, Anglia – Manchester Apollo
7. 1 grudnia 1979 – Southampton, Anglia – Gaumont
8. 2 grudnia 1979 – Brighton, Anglia – New Conference Centre
9. 3 grudnia 1979 – Londyn, Anglia – Lewisham Odeon
10. 5 grudnia 1979 – Londyn, Anglia – The Rainbow Theatre
11. 7 grudnia 1979 – Londyn, Anglia – Empire Pool
12. 9 grudnia 1979 – Londyn, Anglia – Empire Pool
13. 10 grudnia 1979 – Londyn, Anglia – Empire Pool
14. 12 grudnia 1979 – Birmingham, Anglia – Birmingham Odeon
15. 14 grudnia 1979 – Newcastle upon Tyne, Anglia – Newcastle City Hall
16. 15 grudnia 1979 – Edynburg, Szkocja – Odeon
17. 16 grudnia 1979 – Glasgow, Szkocja – Apollo
18. 17 grudnia 1979 – Glasgow, Szkocja - Apollo
19. 29 grudnia 1979 – Londyn, Anglia – Hammersmith Apollo